# Haste the Day
Haste the Day — американський металкор-гурт, створений у Кармелі, штат Індіана, 2002 року, що підписаний на Solid State Records. Назва гурту походить від слів гімну «It Is Well with My Soul» Гораціо Спаффорда. У 2002 році гурт випустив мініальбом під назвою That They May Know You, а потім п'ять студійних альбомів: Burning Bridges (2004), When Everything Falls (2005), Pressure the Hinges (2007), Dreamer (2008) і Attack of the Wolf-King (2010). Гурт розпався в березні 2011 року, але реформувався в 2014 році і випустив Coward в 2015 році.

## Історія
Гурт Haste the Day заснували 2001 року в Кармелі, Індіана. Назву гурту придумав Девін Чалк, який прочитав її з гімну «It Is Well with My Soul». Спочатку до гурту входили три учасника: Бреннан Чолк (гітара/вокал), Девін Чолк (ударні/вокал) і Майк Мерфі (бас/вокал). Через шість місяців після створення до гурту приєдавнся давній друг учасників Джейсон Барнс як другий гітарист. У 2002 році гурт залучив Джиммі Раяна як вокаліста, учасника дез-метал-гурту Upheaval з 1997 по 1999 рік. За словами Раяна, він зустрів Барнса на заняттях з вивчення Біблії і впізнав його, що призвело до запрошення приєднатися до гурту. Влітку 2002 року гурт самостійно випустив перший мініальбом That They May Know You з піснею «Substance», яка стала головним синглом. Через рік Haste the Day підписали контракт із дочірньою компанією Tooth &amp; Nail Records Solid State Records.
Після підписання контракту з Solid State, Haste the Day продовжили записувати в старій шкільній їдальні гурту в середній школі Кармель дебютний альбом Burning Bridges, який вийшов 9 березня 2004 року. Гурт зняв два кліпи на пісні «The Closest Thing To Closure» і «American Love». Через рік Haste the Day випустили другий альбом When Everything Falls. Альбом надійшов до крамниць 28 червня 2005 року. На заголовний трек було знято музичне відео. Гурт багато гастролював на підтримку цього альбому і здобув світове визнання.
Наприкінці 2005 року Джиммі Раян оголосив про рішення залишити Haste the Day. Незабаром після цього він одружився і влаштувався на посаду в Tooth & Nail Records. Його останній виступ з Haste the Day відбувся в рідному місті гурту Індіанаполісі 30 грудня 2005 року, хоча він виходив на сцену, щоб заспівати пісню під час їхнього концерту в рамках Napalm & Noise Tour 28 листопада 2009 року в Індіанаполісі та на їхньому заключному концерті в Індіанаполісі 11 березня 2011 року. У 2012 році він створив новий гурт під назвою Trenches.

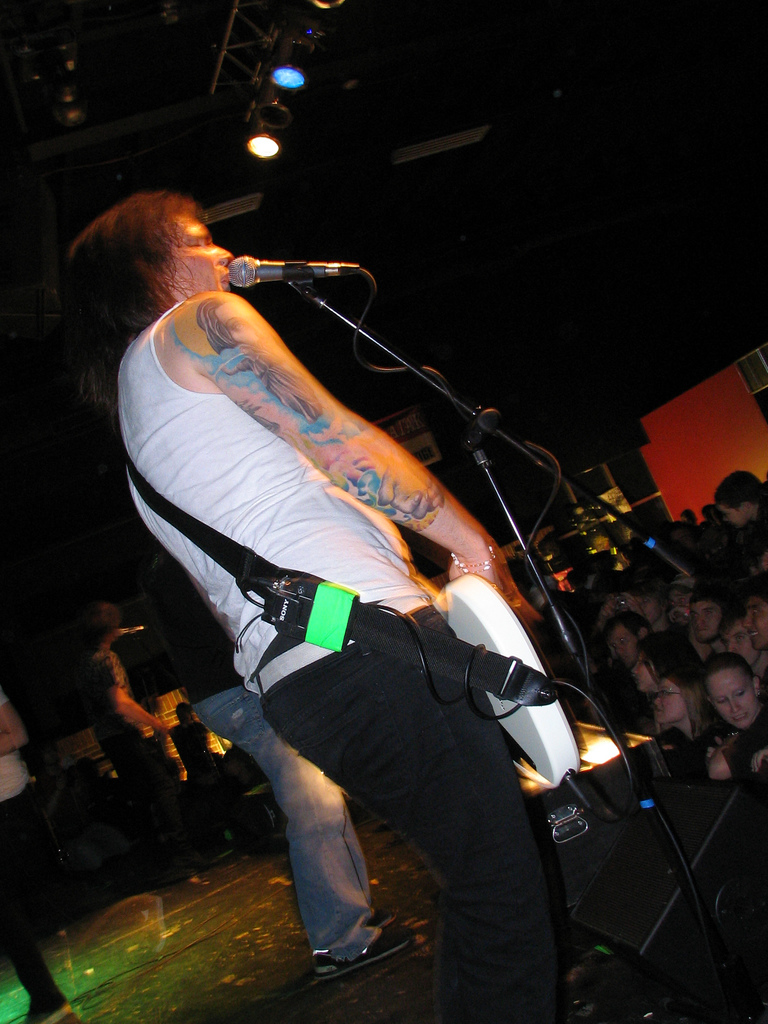
Haste the Day, 2007 рік

Решта учасників продовжили європейське турне з The Juliana Theory у супроводі Стівена Кіча з денверського християнського метал-гурту New Day Awakening. 23 лютого 2006 року Haste the Day оголосили в прес-релізі, що вони офіційно зробили Кіча новим постійним вокалістом.
Haste the Day випустили DVD як частину спеціального видання третього повноформатного альбому Pressure the Hinges. DVD містить усі поточні музичні відео гурту, концертні записи, включаючи останній концерт Джиммі Раяна, шоу зі Стівеном Кічем із The Truth Tour (з Bleeding Through, Between the Buried and Me та Every Time I Die), а також закулісні витівки (наприклад, розіграш дзвінків на OnStar). Виробництвом DVD займалася компанія Full Lock Media.
Після випуску Pressure the Hinges і завершення туру 12 Days of Christmas з Calico System, Heavy Heavy Low Low і Flee the Seen гурт розпочав ще один тур із From Autumn to Ashes і Maylene and the Sons of Disaster.
Гурт провів літо 2007 року в турі Vans Warped Tour, а потім місяць у гастролях з Atreyu. Haste the Day завершили 2007 рік повним американським туром з As I Lay Dying перед тим, як взяти відпустку на Різдво. У січні 2008 року Haste the Day вирушили в повний тур по Америці разом із Scary Kids Scaring Kids, Drop Dead, Gorgeous та Gwen Stacy, колегами з Індіанаполісу.
Haste the Day потрапили до альбому It's a Punk Rock Christmas з кавером на пісню «O come, O come, Emmanuel».
17 липня 2008 року гурт оголосив, що гітариста Джейсона Барнса попросили покинути Haste the Day, оскільки він більше не сповідує християнську віру. Гурт також заявив, що вони не будуть шукати йому заміну, а замість цього запросять Дейва Крисла, друга гурту, взяти на себе обов'язки гітариста на постійній гастрольній основі. 12 серпня 2008 року на їхній сторінці в Myspace була опублікована нова пісня під назвою «68».
З жовтня по листопад 2008 року Haste the Day брали участь у турі Norma Jean «The Anti–Mother Tour». Тур також включав кілька гуртів лейблу Solid State Records як-от The Showdown, Mychildren Mybride, Children 18:3 і Oh, Sleeper.
14 жовтня 2008 року на лейблі Solid State Records вийшов Dreamer, четвертий студійний альбом Haste the Day. а цьому альбомі, який став першим, де не було Барнса, соло-гітару виконував колишній гітарист Scarlet і Spitfire Ренді Вандербільт. Гурт оголосив, що тур «12 Days of Christmas» відзначатиме останній концерт, яке гратиме барабанщик Девін Чолк, оскільки він відчував, що його спонукають піти з гурту. В одному з інтерв'ю Чалк пояснив, що його рішення про відхід було пов'язане з тим, що він хотів зосередитися на своєму новому шлюбі і не заважати гурту. 20 грудня 2008 року гурт відіграв останній концерт з Девіном Чолком в Індіанаполісі. Джузеппе Каполупо, колишній з Demise of Eros і Once Nothing, незабаром зайняв його місце на барабанах.
24 лютого 2009 року кліп на сингл «Mad Man» з'явився на їхньому профілі на MySpace. 27 лютого 2009 року гурт почав гастролювати в рамках Saints and Sinners Tour разом з Brokencyde, Senses Fail і Hollywood Undead. У травні 2009 року вони взяли участь у шести концертах у Південній Африці, перший з яких відбувся 8 травня в Йоганнесбурзі, а завершився тур 16 травня в Кейптауні. Частково під час Scream the Prayer Tour 2009 року Бреннан Чолк залишив гурт через особисті причини та щоб продовжити писати сучасну музику поклоніння. Майк Мерфі став єдиним оригінальним учасником Haste the Day. Хоча жодних конкретних заяв не було зроблено, соло-гітарист Дейв Крисл (екс–New Day Awakening) став постійним учасником після Scream the Prayer Tour. Блейка Мартіна з A Plea for Purging попросили зайняти місце ритм-гітариста, яке залишилося вакантним після виходу Чалка. Пізніше гурт найняв гітариста Скотта Уілана, колишнього учасника Phinehas.
Haste the Day записали п'ятий альбом Attack of the Wolf King у студії Андреаса Магнуссона в Річмонді, штат Вірджинія, альбом вийшов 29 червня 2010 року. Перший сингл «Travesty» вийшов на їхньому профілі MySpace 4 травня 2010 року. 29 червня 2010 року Haste the Day відсвяткували реліз Attack of the Wolf King у Блумінгтоні, Індіана. Оригінальний склад гурту (Джиммі, Бреннан, Джейсон, Майк і Девін) повернувся, щоб виступити на сцені вперше з грудня 2005, граючи пісні з перших трьох релізів гурту. Новий склад Haste the Day грав новіші пісні. Шоу було знято для випуску DVD. Haste the Day очолив тур для просування випуску альбомів за підтримки MyChildren MyBride та Upon a Burning Body. Attack of the Wolf King вийшов 29 червня 2010 року. Haste the Day грали на Glamour Kills Stage під час туру Vans Warped, після чого відбувся тур Destabilize North America з Enter Shikari з жовтня по листопад.
Гурт оголосив про розпад 22 листопада 2010 року. За словами Кіча, після того, як він приєднався до гурту, він, Мерфі та менеджер гурту Марк Лафей уклали угоду, що якщо хтось із них піде, гурт припинить роботу. Лафай вирішив піти з індустрії менеджменту, що призвело до розпаду гурту з поваги до угоди, а також прийняття того, що гурт зрештою розпався б. Лафай уточнив коментар про свою готовність продовжувати працювати з гуртом до тих пір, поки він не знайде нового менеджера, проте заявив, що вважає, що учасники гурту готові жити далі. Наступного дня, 23 листопада, перші три повноформатних альбоми були перевидані одним пакетом під назвою Concerning the Way It Was. Їхній прощальний тур тривав у лютому-березні 2011 року за підтримки MyChildren MyBride, The Chariot і A Plea for Purging. На фінальному шоу в Індіанаполісі 11 березня 2011 року оригінальний склад виконав пісню «Substance».
13 вересня 2011 року гурт випустив концертний альбом на CD та DVD Haste the Day vs. Haste the Day. На ньому представлені оригінальні учасники гурту та остаточний склад гурту, який виступав на концерті в Блумінгтоні, штат Індіана, 29 червня 2010 року. 20 січня 2014 року гурт випустив фотографію білої дошки з датою, на якій написано «setlist», а 29 січня 2014 року було створено новий веб-сайт гурту, який дозволяє відвідувачам підписатися на оновлення електронною поштою.
14 лютого 2014 року було оголошено, що Haste the Day зберуться на одну ніч 2 травня 2014 року з оригінальним складом, щоб відсвяткувати 10-ту річницю альбому Burning Bridges. Пізніше гурт оголосив, що записуватиме новий альбом з деякими оригінальними учасниками та деякими учасниками зі складу Attack of the Wolf King. 15 серпня 2014 року гурт розпочав кампанію на Indiegogo для збору коштів на новий альбом. Грошова ціль була перевиконана. Вокаліста Стівена Кіча оголосили продюсером альбому, а Метт Голдман займався зведенням. Ще одне оголошення встановило вихід альбому на лейблі Solid State Records 19 травня 2015 року. 23 квітня 2015 року вийшов «World», головний сингл із Coward, тоді як альбом вийшов 18 травня 2015 року. Відтоді гурт запланував чотири концерти по США. Згідно з фотографією, опублікованою 28 травня 2015 року гуртом на їхній сторінці у Facebook, альбом Coward посів п'ятдесяте місце в чартах Billboard, друге місце в чартах Christian, сьоме місце в чартах Hard Rock, шістнадцяте місце в чартах Rock і сьоме місце в Інтернеті в цілому.
3 лютого 2023 року було оголошено, що гурт возз'єднається вперше за сім років, щоб зіграти на Furnace Fest 2023.

## Склад гурту
| Ім'я                             | Інструмент         | Роки                         | Інші проєкти                                                                      |
| -------------------------------- | ------------------ | ---------------------------- | --------------------------------------------------------------------------------- |
| Стівен Кіч                       | вокал              | 2006–2011, 2014—2016, з 2023 | New Day Awakening, As Cities Burn                                                 |
| Бреннан Чолк                     | ритм-гітара, вокал | 2001–2009, 2014—2016, з 2023 | Beyond Oceans                                                                     |
| Скотт Вілен                      | гітара, бек-вокал  | 2009–2011, 2014—2016, з 2023 | Phinehas                                                                          |
| Дейв Крайсл                      | соло-гітара        | 2009–2011, 2014—2016, з 2023 | New Day Awakening                                                                 |
| Майк Мьорфі                      | бас, бек-вокал     | 2001–2011, 2014—2016, з 2023 |                                                                                   |
| Джузеппе «Джої» Антоніо Каполупо | барабани, перкусія | 2009–2011, 2014—2016, з 2023 | Once Nothing, Demise of Eros, Gypsy and his band of Ghosts, The Devil Wears Prada |

## Колишні учасники
| Ім'я          | Інструмент                | Роки                       | Інші проєкти       |
| ------------- | ------------------------- | -------------------------- | ------------------ |
| Джиммі Раян   | вокал                     | 2002–2005, 2014—2016, 2023 | Trenches, Upheaval |
| Девін Чолк    | барабани, перкусія, вокал | 2001–2008, 2016, 2023      |                    |
| Джейсон Барнз | соло-гітара               | 2001–2008, 2016            | Beyond Oceans      |

Гастрольні музиканти
| Ім'я         | Інструмент  | Роки      | Інші проєкти                      |
| ------------ | ----------- | --------- | --------------------------------- |
| Метт Маркес  | барабани    | 2008-2009 | Norma Jean, Heartist, Nevea Tears |
| Блейк Мартін | ритм-гітара | 2009      | A Plea for Purging                |

Шкала

## Дискографія
Студійні альбоми
| Рік  | Назва                   | Лейбл               | Пікові позиції в чартах | Пікові позиції в чартах | Пікові позиції в чартах | Пікові позиції в чартах | Пікові позиції в чартах | Пікові позиції в чартах | Пікові позиції в чартах |
| Рік  | Назва                   | Лейбл               | US                      | US Heat                 | US Rock                 | US Hard Rock            | Christian               | Independent             | Album Sales             |
| ---- | ----------------------- | ------------------- | ----------------------- | ----------------------- | ----------------------- | ----------------------- | ----------------------- | ----------------------- | ----------------------- |
| 2004 | Burning Bridges         | Solid State Records | —                       | —                       | —                       | —                       | —                       | —                       | —                       |
| 2005 | When Everything Falls   | Solid State Records | 175                     | 6                       | —                       | —                       | 5                       | —                       | —                       |
| 2007 | Pressure the Hinges     | Solid State Records | 89                      | —                       | —                       | —                       | 3                       | —                       | 89                      |
| 2008 | Dreamer                 | Solid State Records | 68                      | —                       | —                       | —                       | 3                       | —                       | 68                      |
| 2010 | Attack of the Wolf King | Solid State Records | 74                      | —                       | 19                      | 7                       | 3                       | —                       | 74                      |
| 2015 | Coward                  | Solid State Records | 105                     | —                       | 16                      | 7                       | 2                       | 13                      | 53                      |

Мініальбоми
- That They May Know You (2002)
- Stiches/Deth Kult Social Club (2007; спліт 7" з From Autumn To Ashes)

Альбоми-збірки
- Concerning the Way It Was (2010)
- Best of the Best (2012)

DVD-диски
- Haste the Day vs. Haste the Day (2011)[16][45]

Музичні кліпи
- «The Closest Thing To Closure» (2004)
- «American Love» (2004)
- «When Everything Falls» (2005)
- «Stiches» (2007)
- «Mad Man» (2008)